# Si Jiahui
Si Jiahui (斯佳辉), född 11 juli 2002, är en kinesisk professionell snookerspelare.

## Karriär
Si som blev professionell 2019 fick sitt genombrott 2023 då han som debutant i världsmästerskapen i snooker tog sig till semifinal, en semifinal han förlorade mot Luca Brecel 15-17 efter att ha varit i ledning 14-5. I German Masters år 2024 gick han till final, som han dock förlorade mot Judd Trump.